# Zala Tomašič
Zala Tomašič (ur. 29 września 1995 w Kranju) – słoweńska polityk, posłanka do Parlamentu Europejskiego X kadencji.

## Życiorys
Kształciła się w zakresie nauk politycznych i ekonomii w Grinnell College, w trakcie studiów odbyła staż u senatora Chucka Grassleya. Uzyskała magisterium ze stosunków międzynarodowych w King’s College London. Pracowała w słoweńskim przedstawicielstwie przy Unii Europejskiej. W 2022 została zatrudniona w grupie poselskiej Słoweńskiej Partii Demokratycznej w Zgromadzeniu Państwowym. W 2023 objęła funkcję sekretarza partyjnej młodzieżówki do spraw międzynarodowych. Została też prezenterką w kierowanej przez jej ojca telewizji Nova24TV. W wyborach w 2024 z ramienia SDS uzyskała mandat deputowanej do Europarlamentu X kadencji.